# Via Alpina

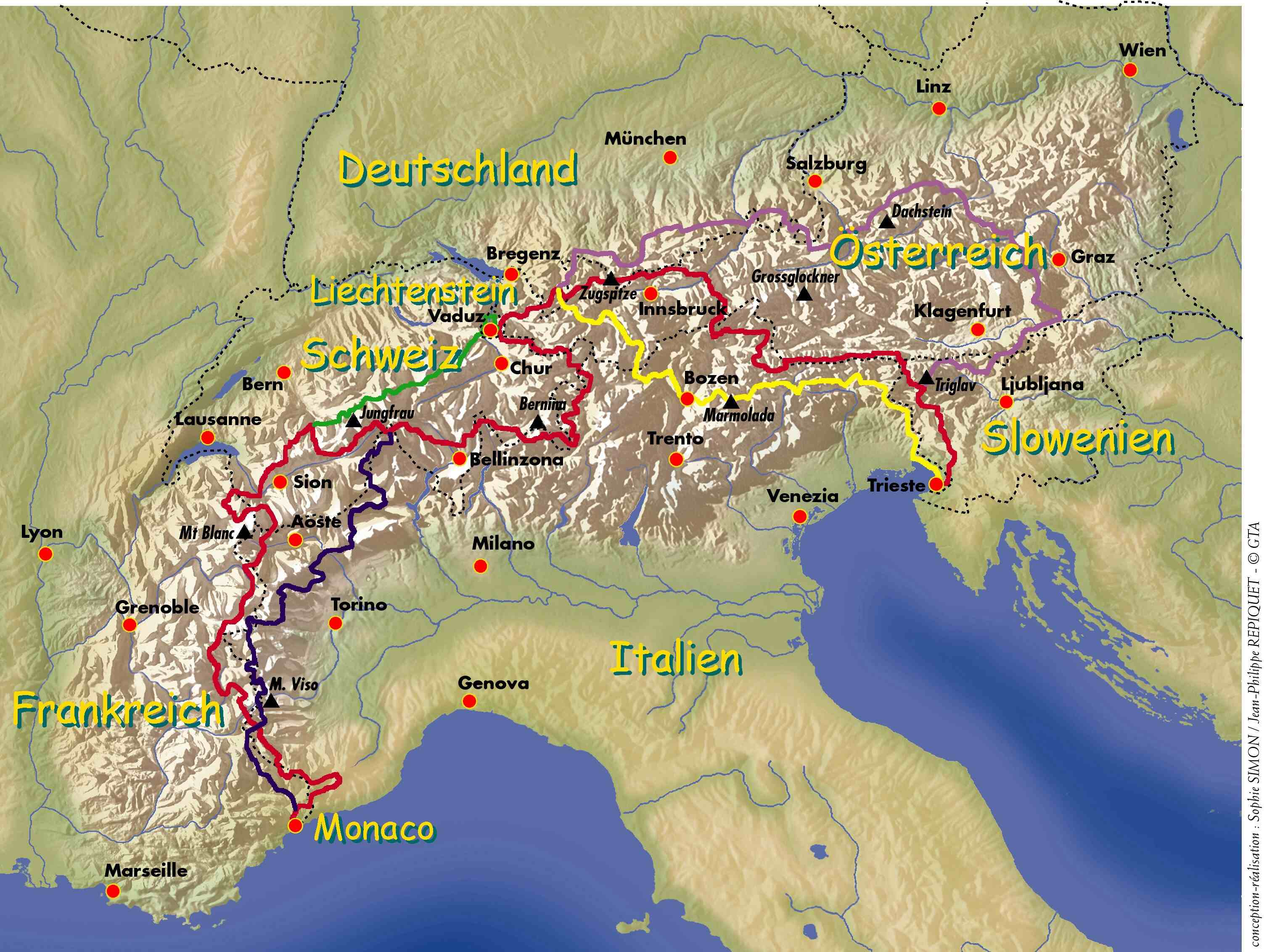
Мапа Via Alpina.

Via Alpina — мережа з п'яти пішохідних маршрутів на великі відстані через альпійські регіони Словенії, Австрії, Німеччини, Ліхтенштейну, Швейцарії, Італії, Франції та Монако. Найдовший з маршрутів — червоний маршрут, кінцева точка якого знаходиться в Трієсті та Монако.
Via Alpina була створена групою державних і приватних організацій з восьми альпійських країн у 2000 році та отримувала фінансування від Європейського Союзу з 2001 по 2008 рік. Ініціатором проєкту виступила Асоціація Великого альпійського траверсу в Греноблі, яка приймала міжнародний секретаріат Via Alpina до січня 2014 року, коли він був переданий Міжнародній комісії із захисту Альп CIPRA (Ліхтенштейн). У кожній країні існують національні секретаріати (розміщені в державних адміністраціях або туристичних асоціаціях). Метою організації є підтримка сталого розвитку у віддалених гірських районах та просування альпійських культур і культурних обмінів.

## Розподіл за країнами
Етапи розподілені між вісьмома країнами наступним чином:
- Італія — 121 етап.
- Австрія — 70 етапів.
- Швейцарія — 54 етапи.
- Франція — 40 етапів.
- Німеччина — 30 етапів.
- Словенія — 22 етапи.
- Ліхтенштейн — 3 етапи.
- Монако — 1 етап.

## Маршрути
- Фіолетовий маршрут (66 етапів) з'єднує долину Врата в Словенії з Оберстдорфом в Альгамських Альпах (Німеччина).
- Жовтий маршрут (40 етапів) починається з Муджі, поблизу Трієста в Італії, і також доходить до Оберстдорфа. Він проходить через Доломітові Альпи та гору Мармолада.
- Зелений маршрут є найкоротшим — всього 14 етапів. Він починається в Ліхтенштейні й прямує до Ленка в районі Берна у Швейцарії. Він проходить через одні з найкрасивіших частин гір біля підніжжя Гларнських і Бернських Альп.[2]
- Блакитний маршрут (61 етап) з'єднує Бернські Альпи з Монако, пролягаючи вздовж більшої частини хребта Західних Альп.
- Червоний маршрут (161 етап) проходить через усі гори, а також через усі вісім країн. Він починається в Муджі та фінішує в Монако. Основні місця на шляху — Триглав, Цугшпітце, Берніна, Курмайор, Валь-д'Ізер, включаючи тур по Лігурійських Альпах.